# FA Cup (Thailand) 2022/23
Der thailändische FA Cup 2022/23 (thailändisch ไทยเอฟเอคัพ) war die 29. Austragung eines Ko-Fußballwettbewerbs in Thailand. Der FA Cup wurde vom Getränkehersteller Chang gesponsert und war aus Sponsorengründen auch als Chang FA Cup (thailändisch ช้าง เอ ฟ เอ คั พ) bekannt. Das Turnier wurde vom thailändischen Fußballverband organisiert und begann mit der Qualifikationsrunde am 21. September 2022 und endete mit dem Finale im Thammasat Stadium am 28. Mai 2023. Titelverteidiger ist Buriram United.

## Termine
| Runde               | Datum                                 |
| ------------------- | ------------------------------------- |
| Qualifikationsrunde | 21. September 2022 28. September 2022 |
| 1. Runde            | 21. September 2022 5. Oktober 2022    |
| 2. Runde            | 1. November 2022 2. November 2022     |
| 3. Runde            | 30. November 2022 1. Dezember 2022    |
| Achtelfinale        | 8. Februar 2023                       |
| Viertelfinale       | 1. März 2023                          |
| Halbfinale          | 19. April 2023                        |
| Finale              | 28. Mai 2023                          |

## Teilnehmende Mannschaften
| Thai League | Thai League 2 | Thai League 3 | Thailand Amateur League |
| - Bangkok United - BG Pathum United FC - Buriram United - Chiangrai United - Chonburi FC - Khon Kaen United FC - Lampang FC - Lamphun Warriors FC - Muangthong United - Nakhon Ratchasima FC - Nongbua Pitchaya FC - Police Tero FC - Port FC - PT Prachuap FC - Ratchaburi FC - Sukhothai FC | - Ayutthaya United FC - Chainat Hornbill FC - Chiangmai FC - Chiangmai United FC - Customs United FC - Kasetsart FC - Krabi FC - Nakhon Pathom United FC - Nakhon Si United FC - Phrae United FC - Ranong United FC - Raj-Pracha FC - Rayong FC - Samut Prakan City FC - Suphanburi FC - Trat FC - Udon Thani FC - Uthai Thani FC | - Northern Region Kamphaengphet FC Phitsanulok FC Maejo United FC Wat Bot City FC See Khwae City FC Uttaradit FC - North/Eastern Region Khon Kaen FC Nakhon Ratchasima United FC Mahasarakham FC Muang Loei United FC Sisaket United FC Surin Khong Chee Mool FC Surin City FC Udon United FC - Eastern Region Chanthaburi FC Banbueng FC Pattaya Dolphins United Navy FC ACDC FC Kabin United FC Koh Kwang FC - Western Region Kanchanaburi City FC Chainat United FC Dragon Pathumwan Kanchanaburi FC Samut Songkhram FC - Bangkok Metropolitan Region Bangkok FC Samut Prakan FC Prime Bangkok FC Kasem Bundit University FC Siam FC Samut Sakhon City FC Inter Bangkok FC - Southern Region Nara United FC Jalor City FC Songkhla FC MH Nakhonsi City FC | Ayothaya Warrior FC AES Moonlight FC Amnatcharoen City Bangkhuntien FC BSB Pakkert City Chiangmai Country FC Chattrakan City FC Chiangrai FC Donmuang FC Dome FC FC Bang Sao Thong FC Hallelujah Futera United FC Ghost Gate FC Huasamrong Gateway FC Hippo FC Khelang United FC Kalasin United Kasetsart Academy Khunhan United Kanthararom United Lopburi United LP Saimai FC Muangmin United Minburi City FC Mahajak Samut Prakan Nakhon Ratchasima College Nong Khae Police FC Namphong United Nakhonpathom United FC Nonthaburi City NGOB-Dang Kamphaengphet FC Nakornnont United Pakchong SCK Primera FC Prachinburi City FC Power Kids FC Phachi City FC Roi Et CF Roi-Et PB United Roi-Et 2018 Sisaket City Sattahip FC Star Power Surindra FC Teerachaipallet Samut Prakan FC TK Academy FC Thonburi Forest FC The Zero Thap Luang United FC Uthumphon Chullamanee FC UD Vessuwan FC Vachiralai United Vongchavalitkul University FC Warin FC |

## Resultate und Begegnungen

### Qualifikationsrunde
| Datum                           |                          | Ergebnis              |                          |
| ------------------------------- | ------------------------ | --------------------- | ------------------------ |
| 21. September 2022 um 15:30 Uhr | Kamphaengphet FC (T3)    | 1:1 n. V. (5:4 i. E.) | Rayong FC (T2)           |
| 28. September 2022 um 15:30 Uhr | Namphong United FC (TA)  | 0:11                  | Vachiralai United (TA)   |
| 28. September 2022 um 15:30 Uhr | Kasetsart Academy (TA)   | 1:6                   | Ayothaya Warrior FC (TA) |
| 28. September 2022 um 15:30 Uhr | AES Moonlight FC (TA)    | 6:2                   | TK Academy FC (TA)       |
| 28. September 2022 um 15:30 Uhr | Roi Et CF (TA)           | 2:0                   | MH Nakhonsi City FC (T3) |
| 28. September 2022 um 18:00 Uhr | Phitsanulok FC (T3)      | 2:0                   | Chainat United FC (T3)   |
| 28. September 2022 um 15:30 Uhr | Surin City FC (T3)       | 5:0                   | Thonburi Forest FC (TA)  |
| 28. September 2022 um 15:30 Uhr | Pakchong SCK (TA)        | 1:6                   | Prime Bangkok FC (T3)    |
| 28. September 2022 um 15:30 Uhr | Donmuang FC (TA)         | 3:6                   | FC Hallelujah (TA)       |
| 28. September 2022 um 15:30 Uhr | Muangmin United (TA)     | 1:3                   | See Khwae City FC (T3)   |
| 28. September 2022 um 17:00 Uhr | Phrae United FC (T2)     | 6:0                   | Wang Noi City FC (TA)    |
| 28. September 2022 um 17:00 Uhr | Lopburi United FC (TA)   | 0:0 (5:6 i. E.)       | Minburi City FC (TA)     |
| 28. September 2022 um 18:00 Uhr | Nakhon Si United FC (T3) | 12:0                  | Khunhan United (TA)      |

### 1. Runde
| Datum                           |                                      | Ergebnis              |                                       |
| ------------------------------- | ------------------------------------ | --------------------- | ------------------------------------- |
| 21. September 2022 um 18:00 Uhr | Krabi FC (T2)                        | 4:0                   | Udon Thani FC (T2)                    |
| 5. Oktober 2022 um 15:00 Uhr    | Uttaradit FC (T3)                    | 2:2 n. V. (3:5 i. E.) | Roi-Et PB United (TA)                 |
| 5. Oktober 2022 um 15:00 Uhr    | Bangkhuntien FC (TA)                 | 1:6                   | Samut Sakhon City FC (T3)             |
| 5. Oktober 2022 um 15:00 Uhr    | Muang Loei United FC (T3)            | 2:2 n. V. (4:5 i. E.) | Banbueng FC (T3)                      |
| 5. Oktober 2022 um 15:00 Uhr    | Nonthaburi City (TA)                 | 0:8                   | Songkhla FC (T3)                      |
| 5. Oktober 2022 um 15:00 Uhr    | Surin Khong Chee Mool FC (T3)        | 2:1                   | Uthumphon Chullamanee FC (TA)         |
| 5. Oktober 2022 um 15:00 Uhr    | Chattrakan City FC (TA)              | 4:1                   | Siam FC (T3)                          |
| 5. Oktober 2022 um 15:00 Uhr    | The Zero (TA)                        | 1:5                   | Futera United FC (TA)                 |
| 5. Oktober 2022 um 15:00 Uhr    | Primera FC (TA)                      | 0:1                   | Dome FC (TA)                          |
| 5. Oktober 2022 um 15:00 Uhr    | Jalor City FC (T3)                   | 6:0                   | Huasamrong Gateway FC (TA)            |
| 5. Oktober 2022 um 15:00 Uhr    | Samut Songkhram FC (T3)              | 1:1 n. V. (5:4 i. E.) | Vongchavalitkul University FC (TA)    |
| 5. Oktober 2022 um 15:00 Uhr    | NGOB-Dang Kamphaengphet FC (TA)      | 2:3                   | Hippo FC (TA)                         |
| 5. Oktober 2022 um 15:00 Uhr    | Koh Kwang FC (T3)                    | 1:0                   | Mahasarakham FC (T3)                  |
| 5. Oktober 2022 um 15:00 Uhr    | Chanthaburi FC (T3)                  | 8:0                   | Nakornnont United (TA)                |
| 5. Oktober 2022 um 15:00 Uhr    | Roi-Et 2018 (TA)                     | 0:1                   | Phrae United FC (T2)                  |
| 5. Oktober 2022 um 15:00 Uhr    | Minburi City FC (TA)                 | 1:7                   | Prime Bangkok FC (T3)                 |
| 5. Oktober 2022 um 15:00 Uhr    | ACDC FC (T3)                         | 0:0 n. V. (3:4 i. E.) | Prachinburi City FC (TA)              |
| 5. Oktober 2022 um 15:00 Uhr    | Vachiralai United (TA)               | 1:1 n. V. (2:4 i. E.) | Kanchanaburi City FC (T3)             |
| 5. Oktober 2022 um 15:00 Uhr    | Ayothaya Warrior FC (TA)             | 5:0                   | AES Moonlight FC (T)                  |
| 5. Oktober 2022 um 15:00 Uhr    | FC Hallelujah (TA)                   | 0:3                   | See Khwae City FC (T3)                |
| 5. Oktober 2022 um 15:00 Uhr    | Amnatcharoen City (TA)               | 3:2                   | Kalasin United (TA)                   |
| 5. Oktober 2022 um 15:00 Uhr    | Sattahip FC (TA)                     | 0:4                   | Thap Luang United FC (TA)             |
| 5. Oktober 2022 um 15:00 Uhr    | Chiangmai Country FC (TA)            | 1:5                   | Kabin United FC (T3)                  |
| 5. Oktober 2022 um 15:00 Uhr    | Teerachaipallet Samut Prakan FC (TA) | 1:6                   | FC Bang Sao Thong (TA)                |
| 5. Oktober 2022 um 15:00 Uhr    | Wat Bot City FC (T3)                 | 1:1 n. V. (5:4 i. E.) | Bangkok FC (T3)                       |
| 5. Oktober 2022 um 15:00 Uhr    | Chiangrai FC (TA)                    | 4:1                   | Power Kids FC (TA)                    |
| 5. Oktober 2022 um 15:00 Uhr    | Kasem Bundit University FC (T3)      | 2:0                   | Nara United FC (T3)                   |
| 5. Oktober 2022 um 15:00 Uhr    | Bangkapi LeonSpirit Sport (TA)       | 0:3                   | Chiangmai United FC (T2)              |
| 5. Oktober 2022 um 15:00 Uhr    | Maple Hotel FC (TA)                  | 1:3                   | Nakhon Ratchasima United FC (T3)      |
| 5. Oktober 2022 um 15:00 Uhr    | Udon United FC (T3)                  | 3:1                   | Pattaya Dolphins United (T3)          |
| 5. Oktober 2022 um 15:00 Uhr    | Raj-Pracha FC (T2)                   | 6:0                   | Phrae FC (TA)                         |
| 5. Oktober 2022 um 16:00 Uhr    | Kasetsart FC (T2)                    | 8:0                   | Nong Khae Police FC (TA)              |
| 5. Oktober 2022 um 16:00 Uhr    | Sisaket City (TA)                    | 1:4                   | Chiangmai FC (T2)                     |
| 5. Oktober 2022 um 16:00 Uhr    | BSB Pakkert City (TA)                | 0:4                   | Customs United FC (T2)                |
| 5. Oktober 2022 um 16:00 Uhr    | Khelang United FC (TA)               | 2:2 n. V. (5:4 i. E.) | Star Power (TA)                       |
| 5. Oktober 2022 um 17:00 Uhr    | Sisaket United FC (T3)               | 2:1                   | Samut Prakan FC (T3)                  |
| 5. Oktober 2022 um 17:30 Uhr    | Suphanburi FC (T2)                   | 11:1                  | UD Vessuwan FC (T)                    |
| 5. Oktober 2022 um 18:00 Uhr    | Navy FC (T3)                         | 5:0                   | Inter Bangkok FC (T3)                 |
| 5. Oktober 2022 um 18:00 Uhr    | Khon Kaen FC (T3)                    | 2:1                   | Kanthararom United (TA)               |
| 5. Oktober 2022 um 18:00 Uhr    | Warin FC (TA)                        | 1:0                   | Phachi City FC (TA)                   |
| 5. Oktober 2022 um 18:00 Uhr    | Uthai Thani FC (T2)                  | 2:1                   | Surindra FC (TA)                      |
| 5. Oktober 2022 um 18:00 Uhr    | Samut Prakan City FC (T2)            | 2:0                   | Maejo United FC (T3)                  |
| 5. Oktober 2022 um 18:00 Uhr    | Chainat Hornbill FC (T2)             | 6:0                   | LP Saimai FC (TA)                     |
| 5. Oktober 2022 um 18:00 Uhr    | Phitsanulok FC (T3)                  | 2:0                   | Surin City FC (T3)                    |
| 5. Oktober 2022 um 18:00 Uhr    | Ghost Gate FC (TA)                   | 3:1                   | Dragon Pathumwan Kanchanaburi FC (T3) |
| 5. Oktober 2022 um 18:00 Uhr    | Nakhon Pathom United FC (T2)         | 7:0                   | Mahajak Samut Prakan (TA)             |
| 5. Oktober 2022 um 18:00 Uhr    | Ayutthaya United FC (T2)             | 6:0                   | Nakhon Ratchasima College (TA)        |
| 5. Oktober 2022 um 18:00 Uhr    | Nakhon Si United FC (T2)             | 1:3                   | Kamphaengphet FC (T3)                 |

### 2. Runde
| Datum                         |                              | Ergebnis              |                                  |
| ----------------------------- | ---------------------------- | --------------------- | -------------------------------- |
| 1. November 2022 um 19:00 Uhr | Muangthong United (T1)       | 7:1                   | Hippo FC (TA)                    |
| 2. November 2022 um 15:00 Uhr | Thap Luang United FC (TA)    | 2:4                   | Ayutthaya United FC (T2)         |
| 2. November 2022 um 15:00 Uhr | Chattrakan City FC (TA)      | 0:0 n. V. (5:6 i. E.) | Koh Kwang FC (T3)                |
| 2. November 2022 um 15:00 Uhr | FC Bang Sao Thong (TA)       | 0:4                   | Uthai Thani FC (T2)              |
| 2. November 2022 um 15:00 Uhr | Roi-Et PB United (TA)        | 1:2                   | Surin Khong Chee Mool FC (T3)    |
| 2. November 2022 um 15:00 Uhr | Jalor City FC (T3)           | 0:3                   | Raj-Pracha FC (T2)               |
| 2. November 2022 um 15:00 Uhr | Amnatcharoen City (TA)       | 4:2                   | Navy FC (T3)                     |
| 2. November 2022 um 15:00 Uhr | Chanthaburi FC (T3)          | 1:4                   | Chiangrai United (T1)            |
| 2. November 2022 um 15:00 Uhr | Udon United FC (T3)          | 1:4                   | Nongbua Pitchaya FC (T1)         |
| 2. November 2022 um 15:00 Uhr | Wat Bot City FC (T3)         | 2:1                   | Kanchanaburi City FC (T3)        |
| 2. November 2022 um 15:00 Uhr | Khon Kaen FC (T3)            | 1:1 n. V. (4:3 i. E.) | Banbueng FC (T3)                 |
| 2. November 2022 um 15:00 Uhr | Kabin United FC (T3)         | 2:0                   | Nakhon Ratchasima United FC (T3) |
| 2. November 2022 um 15:00 Uhr | Prachinburi City FC (TA)     | 4:2                   | Krabi FC (T2)                    |
| 2. November 2022 um 17:00 Uhr | Sisaket United FC (T3)       | 3:0                   | Futera United FC (TA)            |
| 2. November 2022 um 17:00 Uhr | Songkhla FC (T3)             | 2:3                   | Suphanburi FC (T1)               |
| 2. November 2022 um 18:00 Uhr | Dome FC (TA)                 | 2:2 n. V. (1:3 i. E.) | Chiangrai FC (TA)                |
| 2. November 2022 um 18:00 Uhr | Chiangmai FC (T2)            | 1:3                   | Bangkok United (T1)              |
| 2. November 2022 um 18:00 Uhr | Lampang FC (T1)              | 3:1                   | See Khwae City FC (T3)           |
| 2. November 2022 um 18:00 Uhr | Ghost Gate FC (TA)           | 0:5                   | Prime Bangkok FC (T3)            |
| 2. November 2022 um 18:00 Uhr | Port FC (T1)                 | 3:0                   | Sukhothai FC (T1)                |
| 2. November 2022 um 18:00 Uhr | Police Tero FC (T1)          | 2:0                   | Customs United FC (T2)           |
| 2. November 2022 um 18:00 Uhr | Chiangmai United FC (T2)     | 2:1 n. V.             | Kasetsart FC (T2)                |
| 2. November 2022 um 18:00 Uhr | Ratchaburi FC (T1)           | 4:1                   | Warin FC (TA)                    |
| 2. November 2022 um 18:00 Uhr | Nakhon Pathom United FC (T2) | 2:1                   | Chonburi FC (T1)                 |
| 2. November 2022 um 18:00 Uhr | Phrae United FC (T2)         | 2:0                   | Kamphaengphet FC (T3)            |
| 2. November 2022 um 18:00 Uhr | PT Prachuap FC (T1)          | 7:1                   | Khelang United FC (TA)           |
| 2. November 2022 um 18:00 Uhr | Phitsanulok FC (T3)          | 5:3                   | Samut Sakhon City FC (T3)        |
| 2. November 2022 um 18:00 Uhr | Nakhon Ratchasima FC (T1)    | 10:0                  | Samut Songkhram FC (T3)          |
| 2. November 2022 um 18:00 Uhr | Chainat Hornbill FC (T2)     | 4:0                   | Ayothaya Warrior FC (TA)         |
| 2. November 2022 um 19:00 Uhr | BG Pathum United FC (T1)     | 3:0                   | Kasem Bundit University FC (T3)  |
| 2. November 2022 um 19:00 Uhr | Buriram United (T1)          | 5:1                   | Samut Prakan City FC (T2)        |
| 2. November 2022 um 19:00 Uhr | Khon Kaen United FC (T1)     | 0:3                   | Lamphun Warriors FC (T1)         |

### 3. Runde
| Datum                          |                               | Ergebnis              |                              |
| ------------------------------ | ----------------------------- | --------------------- | ---------------------------- |
| 30. November 2022 um 15:00 Uhr | Wat Bot City FC (T3)          | 0:1                   | Uthai Thani FC (T2)          |
| 30. November 2022 um 15:00 Uhr | Surin Khong Chee Mool FC (T3) | 0:4                   | Nakhon Ratchasima FC (T1)    |
| 30. November 2022 um 17:00 Uhr | Chainat Hornbill FC (T2)      | 1:4                   | Bangkok United (T1)          |
| 30. November 2022 um 17:00 Uhr | Police Tero FC (T1)           | 1:0                   | Kabin United FC (T3)         |
| 30. November 2022 um 17:00 Uhr | Sisaket United FC (T3)        | 10:0                  | Chiangrai FC (TA)            |
| 30. November 2022 um 17:30 Uhr | Suphanburi FC (T2)            | 3:2                   | Raj-Pracha FC (T2)           |
| 30. November 2022 um 18:00 Uhr | Buriram United (T1)           | 2:0                   | Nakhon Pathom United FC (T2) |
| 30. November 2022 um 18:00 Uhr | Phrae United FC (T2)          | 3:2                   | Khon Kaen FC (T3)            |
| 30. November 2022 um 18:00 Uhr | Nongbua Pitchaya FC (T1)      | 2:2 n. V. (2:4 i. E.) | Prime Bangkok FC (T3)        |
| 30. November 2022 um 18:00 Uhr | Phitsanulok FC (T3)           | 7:2                   | Amnatcharoen City (TA)       |
| 30. November 2022 um 18:30 Uhr | Port FC (T1)                  | 3:0                   | Ayutthaya United FC (T2)     |
| 30. November 2022 um 18:30 Uhr | Ratchaburi FC (T1)            | 1:2 n. V.             | Chiangrai United (T1)        |
| 30. November 2022 um 19:00 Uhr | Chiangmai United FC (T2)      | 4:1                   | Prachinburi City FC (TA)     |
| 30. November 2022 um 19:00 Uhr | Muangthong United (T1)        | 3:0                   | Koh Kwang FC (T3)            |
| 30. November 2022 um 19:00 Uhr | BG Pathum United FC (T1)      | 7:1                   | Lampang FC (T1)              |
| 1. Dezember 2022 um 17:00 Uhr  | Lamphun Warriors FC (T1)      | 2:1                   | PT Prachuap FC (T1)          |

### Achtelfinale
| Datum                        |                           | Ergebnis              |                          |
| ---------------------------- | ------------------------- | --------------------- | ------------------------ |
| 8. Februar 2023 um 17:00 Uhr | Police Tero FC (T1)       | 1:1 n. V. (6:5 i. E.) | Sisaket United FC (T3)   |
| 8. Februar 2023 um 17:00 Uhr | Phrae United FC (T2)      | 2:1 n. V.             | Prime Bangkok FC (T3)    |
| 8. Februar 2023 um 18:00 Uhr | Phitsanulok FC (T3)       | 1:2 n. V.             | Bangkok United (T1)      |
| 8. Februar 2023 um 18:00 Uhr | BG Pathum United FC (T1)  | 1:0                   | Lamphun Warriors FC (T1) |
| 8. Februar 2023 um 18:00 Uhr | Chiangrai United (T1)     | 1:0 n. V.             | Muangthong United (T1)   |
| 8. Februar 2023 um 19:00 Uhr | Nakhon Ratchasima FC (T1) | 5:1                   | Suphanburi FC (T2)       |
| 8. Februar 2023 um 19:00 Uhr | Uthai Thani FC (T2)       | 1:2 n. V.             | Buriram United (T1)      |
| 8. Februar 2023 um 19:00 Uhr | Port FC (T1)              | 4:0                   | Chiangmai United FC (T2) |

### Viertelfinale
| Datum                     |                          | Ergebnis |                           |
| ------------------------- | ------------------------ | -------- | ------------------------- |
| 1. März 2023 um 17:30 Uhr | Bangkok United (T1)      | 1:0      | Nakhon Ratchasima FC (T1) |
| 1. März 2023 um 18:00 Uhr | BG Pathum United FC (T1) | 1:2      | Police Tero FC (T1)       |
| 1. März 2023 um 18:30 Uhr | Port FC (T1)             | 1:0      | Chiangrai United (T1)     |
| 1. März 2023 um 19:00 Uhr | Buriram United (T1)      | 5:2      | Phrae United FC (T2)      |

### Halbfinale
| Datum                       |                     | Ergebnis |                     |
| --------------------------- | ------------------- | -------- | ------------------- |
| 19. April 2023 um 18:00 Uhr | Police Tero FC (T1) | 0:4      | Bangkok United (T1) |
| 19. April 2023 um 19:00 Uhr | Buriram United (T1) | 2:0      | Port FC (T1)        |

### Finale
| Datum                     |                     | Ergebnis |                     |
| ------------------------- | ------------------- | -------- | ------------------- |
| 28. Mai 2023 um 18:00 Uhr | Bangkok United (T1) | 0:2      | Buriram United (T1) |

#### Spielstatistik
| Paarung        | Bangkok United – Buriram United |
| Ergebnis       | 0:2 (0:2) |
| Datum          | 28. Mai 2023 um 18:00 Uhr |
| Stadion        | Thammasat Stadium, Pathum Thani |
| Zuschauer      | 14.091 |
| Schiedsrichter | Wiwat Jumpaoon |
| Tore           | 0:1 Jonathan Bolingi (18.) 0:2 Jonathan Bolingi (45.+4) |
| Bangkok United | Michael Falkesgaard – Nitipong Selanon, Manuel Bihr, Everton , Peerapat Notchaiya (87. Wanchai Jarunongkran) – Thossawat Limwannasathian (87. Tassanapong Muaddarak), Pokklaw Anan (65. Chayawat Srinawong), Mahmoud Eid, Thitipan Puangchan, Vander (78. Rungrath Poomchantuek) – Willen Cheftrainer: Tawan Sripan ( Thailand) |
| Buriram United | Siwarak Tedsungnoen – Ratthanakorn Maikami (84. Narubadin Weerawatnodom), Dion Cools, Pansa Hemviboon, Theerathon Bunmathan – Peeradon Chamratsamee, Goran Čaušić, Suphanat Mueanta (74. Lonsana Doumbouya), Supachai Chaided, Sasalak Haiprakhon – Jonathan Bolingi Cheftrainer: Masatada Ishii ( Japan)                       |
| Gelbe Karten   | Nitipong Selanon (3.), Peerapat Notchaiya (82.), Thitipan Puangchan (90.+1) – Goran Čaušić (2.), Peeradon Chamratsamee (68.), Pansa Hemviboon (75.), Theerathon Bunmathan (90.+1) |
| Platzverweise  | keine – Jonathan Bolingi (90.+2.) |

#### Auswechselspieler
| Auswechselspieler | Auswechselspieler |
| --- | --- |
| Bangkok United | Buriram United |
| - Warut Mekmusik (TW) - Putthinan Wannasri - Wanchai Jarunongkran (87.) ▲ - Suphan Thongsong - Wisarut Imura - Rungrath Poomchantuek (78.) ▲ - Tassanapong Muaddarak (87.) ▲ - Ratchanat Aranpiroj - Chayawat Srinawong (65.) ▲ | - Nopphon Lakhonphon (TW) - Chitipat Tanklang - Narubadin Weerawatnodom (84.) ▲ - Thawatchai Inprakhon - Airfan Doloh - Seksan Ratree - Lonsana Doumbouya (74.) ▲ - Arthit Boodjinda - Pattara Soimalai |